# Timecode
Timecode is een Spaanse korte film uit 2016, geregisseerd door Juanjo Giménez.

## Verhaal
Luna en Diego zijn bewakers van een parkeergarage. Diego doet de nachtdienst en Luna werkt overdag. Op een dag vraagt Luna's baas haar om een gebroken achterlicht van een van de geparkeerde auto's te onderzoeken.

## Rolverdeling
| Acteur           | Personage |
| ---------------- | --------- |
| Lali Ayguadé     | Luna      |
| Nicolas Ricchini | Diego     |
| Pep Domenech     |           |
| Vicente Gil      |           |

## Ontvangst

### Prijzen en nominaties
Een selectie:
| Jaar | Evenement                               | Categorie               | Genomineerde | Resultaat   |
| ---- | --------------------------------------- | ----------------------- | ------------ | ----------- |
| 2016 | Filmfestival van Cannes (69ste editie)  | Beste korte film        | Timecode     | Gewonnen    |
| 2016 | Film Fest Gent (43ste editie)           | Beste Europese Kortfilm | Timecode     | Gewonnen    |
| 2017 | Premios Goya (31ste uitreiking)         | Beste korte film        | Timecode     | Gewonnen    |
| 2017 | Academy Awards (89ste uitreiking)       | Beste korte film        | Timecode     | Genomineerd |
| 2017 | Europese filmprijzen (30ste uitreiking) | Beste korte film        | Timecode     | Gewonnen    |